# 漣漪 (歌曲)
《漣漪》，由鄭國江填詞、顧嘉煇編曲、陳百強作曲並演唱，是1981年無綫電視劇《突破》的插曲，收錄於陳百強的粵語專輯《突破精選》，是一首有著優美旋律的情歌，為陳百強其中一首代表作。此曲獲得1982年度港台「十大中文金曲」及無線「十大勁歌金曲」。
此曲是以C大調寫成、BPM 80、4/4節拍的抒情曲，

## 創作背景
陳百強是冒起的唱作歌手和劇中男主角，所以得到寫插曲的機會，創作的地點是尖沙咀的通利琴行。
鄭國江受編導指示寫情詞，靈感源自於兒時很喜愛的漣漪景象。
歌曲描寫陳百強飾演的中學生凌柏基對翁靜晶飾演的校花穎文的傾慕，並搭配第六集穎文失足墮崖而死的一幕。
|                                            | 其實，我為電視劇「突破」寫了一首插曲「漣漪」，而翁靜晶很喜歡，我便送了給她。 |
| ——陳百強受訪時被問及此曲是不是為翁靜晶而寫 |                                                                              |

翁靜晶在陳百強身後曾多次表示此曲是陳百強為她而寫的，並提到歌詞出現「靜」和「百」兩字（二人的名字）；然而鄭國江說沒收到陳百強這方面的填詞要求。
編曲人是寫劇集同名主題曲的顧嘉煇，突出鋼琴。製作後期則由華納唱片的新人黃柏高負責，是其初次經手的歌曲，並按陳百強的要求強調人聲聲量和迴音效果，營造太空感；黃陳二人亦自此展開長期的合作關係。
任職於雄視錄音室的趙文海為此曲的混音師。

## 反響和評價
《漣漪》於1982年入選1981至1982年度十大勁歌金曲獎。 同年，本曲亦成為香港電台「中文歌曲龍虎榜」第29週的冠軍歌，翌年入選第六屆十大中文金曲頒獎音樂會的十大中文金曲。
詞評人朱耀偉指鄭國江有一類詞專寫少男少女的純真情懷，當中的代表作《漣漪》的內容和手法非常「平易近人」，反映鄭國江本人平和的性格。
歌手梁漢文小時候因這首歌而愛上陳百強，他形容其「唱腔沒經太多修飾」，就像有個朋友向他傾訴一樣。

## 衍伸
1999年盈富基金成立時的廣告歌曲，由盈富基金內部成立「遴選委員會」投票選出；後來獲得第二十二屆十大中文金曲頒獎音樂會的最佳中文廣告歌曲獎（金獎）

## 軼事
很多歌手都把「靜默亦似歌」唱成「植物亦似歌」、把「幻想不到的優美」唱成「幻想得到優美」，鄭國江曾特地澄清。

## 翻唱版本
| 年份 | 歌手              | 場合/專輯                                         |
| ---- | ----------------- | ------------------------------------------------- |
| 1994 | 鍾鎮濤            | 《紫色的回憶》合輯                                |
| 1996 | 彭羚              | 彭羚完全因你演唱會                                |
| 1998 | 陳曉東            | 拉闊音樂會                                        |
| 1998 | 區瑞強            | 《民歌味道》專輯                                  |
| 1999 | 林憶蓮            | 1999年度第22屆十大中文金曲                        |
| 2000 | 楊千嬅            | 無線電視「護苗基金星輝夜」                        |
| 2001 | 許志安            | 星光燦爛仁愛堂                                    |
| 2003 | 劉美君            | 《Salute Deux》合輯                               |
| 2004 | 杜麗莎            | 《The Best of Times》專輯                         |
| 2006 | 梁漢文            | 我愛廚房演唱會                                    |
| 2006 | 陳慧琳            | 陳慧琳＆陳小春TVB音樂潮拜音樂會                   |
| 2007 | 林一峰、林小寶    | 一期一會                                          |
| 2007 | 陳潔麗            | 《天與地》專輯                                    |
| 2011 | 陳奕迅            | 第33屆十大中文金曲音樂會                          |
| 2013 | 梁詠琪            | 拉闊思念音樂會永恆的愛陳百強                      |
| 2013 | 梁漢文、C AllStar | 星光熠熠耀保良2013                                |
| 2015 | 葉麗儀            | 葉麗儀45年香港情演唱會                            |
| 2015 | 鄭俊弘            | 無線電視「Sunday靚聲王」                          |
| 2018 | 許廷鏗            | DJ ‧ 歌手再重聚音樂會                             |
| 2018 | 朱紫嬈            | 《Remembering...想您》專輯                        |
| 2019 | 鄭中基            | 鄭中基One More Time演唱會                         |
| 2019 | 關淑怡            | 《環球高歌陳百強》合輯                            |
| 2020 | 黃凱芹            | 黃凱芹 · 王憓此時情音樂會                         |
| 2021 | 衛蘭              | 「音樂永續」計劃                                  |
| 2021 | 糖妹              | 糖兄妹x伍仲衡「唱好音樂」Facebook Live            |
| 2024 | 陳詠桐            | JC陳詠桐GLOW UP演唱會2024                         |
| 2024 | 賈思樂            | 「賈思樂Happy Together 50年In Concert」慈善演唱會 |

## 另見
- 陳百強《突破精選》專輯
- 無線電視劇《突破》